# Heinz Birthelmer
Heinz Adolf Birthelmer (* 11. Februar 1884 in Hermannstadt; † 31. Oktober 1940 in Graz) war ein österreichischer Gutsbesitzer, Generaldirektor der Eisenstädter Elektrizitäts AG und Politiker (NSDAP) sowie NSDAP-Gauwirtschaftsberater. 

## Leben
Birthelmer wurde als Sohn des Kunstschlossermeisters Peter Birthelmer aus Hermannstadt geboren. Er besuchte die Volksschule in seiner Geburtsstadt und absolvierte danach eine Ingenieurschule in Deutschland. Danach war er als Elektroingenieur tätig und unter anderem bei AEG in Reichenberg beschäftigt. 1923 erwarb er ein Gut, den späteren Sachsenhof, bei Gratkorn in der Steiermark und war zudem zwischen 1923 und 1928 bei der „Stewag“ in Graz beschäftigt. Danach übernahm er die Stelle als Generaldirektor der Eisenstädter Elektrizitäts Aktiengesellschaft. 
1934 erwarb Birthelmer Gut Hornegg bei Preding und zog mit seiner Familie sowie einer Köchin und zwei Stubenmädchen im Schloss ein. 1940 verkaufte er wieder drei Viertel des Gutes.
Birthelmer beantragte am 29. Mai 1938 die Aufnahme in die NSDAP und wurde rückwirkend zum 1. Juni 1933 aufgenommen (Mitgliedsnummer 1.629.280). Er war als Nationalsozialist politisch aktiv und hatte zwischen dem 13. März 1938 und dem 1. Oktober 1938 das Amt eines Landesrates in der nationalsozialistischen Landesregierung Portschy inne. Nach der Auflösung des Burgenlandes wurde Birthelmer am 1. Oktober 1938 Landeshauptmannstellvertreter und Gauwirtschaftsberater in Niederdonau. In dieser Funktion war er unter anderem an der „Arisierung“ von jüdischem Vermögen beteiligt. Er musste am 1. Oktober 1940 krankheitsbedingt von seinen politischen Ämtern zurücktreten und verstarb kurze Zeit später.